# Давидовица
За чланак о истоименом манастиру, погледајте чланак манастир Давидовица.
Давидовица је насеље у Србији у општини Горњи Милановац у Моравичком округу. Према попису из 2022. било је 26 становника. Удаљено је 19 км од Горњег Милановца у правцу Љига. Налази се на надморској висини од 280 до 400 м и на површини од 570 ха.
Овде се налазе Крајпуташ Милоју Ђорђевићу у Давидовици, Крајпуташ Јакову Јанићијевићу у Давидовици и Стари споменици на сеоском гробљу у Давидовици.

## Историја
По предању, село је основао човек по имену Давид. Насеље је по њему добило назив.
Пред најездом Турака људи су се масовно исељавали из овог села. У 18. веку нови досељеници из Старог Влаха и Црне Горе населили су село и помешали се са староседелачким становништвом. У турским пописима село се зове Давидовица.
На локалитету познатом под називом Црквине постоје трагови старе православне цркве, што потврђује дуг век насељености овог подручја.
Село је припадало општини и школи Шилопај. До 1939. године село је припадало парохији цркве Светог архангела Гаврила у Заграђу, а од тада парохији црква Светог Николе у Шилопају. Сеоска слава је Мали Спасовдан.
У ратовима у периоду од 1912. до 1918. године село је дало 71 ратника. Погинуло их је 37 а 34 је преживело.

## Демографија
У пописима село је 1910. године имало 275 становника, 1921. године 300, а 2002. године тај број је спао на 91.
У насељу Давидовица живи 91 пунолетни становник, а просечна старост становништва износи 64,2 година (59,5 код мушкараца и 68,4 код жена). У насељу има 47 домаћинстава, а просечан број чланова по домаћинству је 1,94.
Ово насеље је у потпуности насељено Србима (према попису из 2002. године).
|  |

| Демографија | Демографија | Демографија |
| Година      | Становника  | Становника  |
| ----------- | ----------- | ----------- |
| 1948.       | 347         |             |
| 1953.       | 335         |             |
| 1961.       | 308         |             |
| 1971.       | 265         |             |
| 1981.       | 201         |             |
| 1991.       | 151         | 145         |
| 2002.       | 91          | 91          |
| 2011.       | 54          |             |

| Етнички састав према попису из 2002.‍ | Етнички састав према попису из 2002.‍ | Етнички састав према попису из 2002.‍ | Етнички састав према попису из 2002.‍ | Етнички састав према попису из 2002.‍ |
| ------------------------------------ | ------------------------------------ | ------------------------------------ | ------------------------------------ | ------------------------------------ |
|                                      |                                      |                                      |                                      |                                      |
| Срби                                 | Срби                                 |                                      | 91                                   | 100,0%                               |
| непознато                            | непознато                            |                                      | 0                                    | 0,0%                                 |

| Година пописа     | 1948. | 1953. | 1961. | 1971. | 1981. | 1991. | 2002. |
| ----------------- | ----- | ----- | ----- | ----- | ----- | ----- | ----- |
| Број домаћинстава | 64    | 65    | 70    | 67    | 62    | 60    | 47    |

| Број чланова      | 1  | 2  | 3 | 4 | 5 | 6 | 7 | 8 | 9 | 10 и више | Просек |
| ----------------- | -- | -- | - | - | - | - | - | - | - | --------- | ------ |
| Број домаћинстава | 16 | 22 | 6 | 2 | 1 | 0 | 0 | 0 | 0 | 0         | 1,94   |

| Пол    | Укупно | Неожењен/Неудата | Ожењен/Удата | Удовац/Удовица | Разведен/Разведена | Непознато |
| ------ | ------ | ---------------- | ------------ | -------------- | ------------------ | --------- |
| Мушки  | 44     | 11               | 27           | 5              | 0                  | 1         |
| Женски | 47     | 0                | 29           | 18             | 0                  | 0         |
| УКУПНО | 91     | 11               | 56           | 23             | 0                  | 1         |

| Пол    | Укупно                    | Пољопривреда, лов и шумарство | Рибарство                            | Вађење руде и камена | Прерађивачка индустрија       |
| ------ | ------------------------- | ----------------------------- | ------------------------------------ | -------------------- | ----------------------------- |
| Мушки  | 19                        | 12                            | 0                                    | 0                    | 2                             |
| Женски | 5                         | 5                             | 0                                    | 0                    | 0                             |
| УКУПНО | 24                        | 17                            | 0                                    | 0                    | 2                             |
| Пол    | Производња и снабдевање   | Грађевинарство                | Трговина                             | Хотели и ресторани   | Саобраћај, складиштење и везе |
| Мушки  | 0                         | 2                             | 0                                    | 1                    | 1                             |
| Женски | 0                         | 0                             | 0                                    | 0                    | 0                             |
| УКУПНО | 0                         | 2                             | 0                                    | 1                    | 1                             |
| Пол    | Финансијско посредовање   | Некретнине                    | Државна управа и одбрана             | Образовање           | Здравствени и социјални рад   |
| Мушки  | 0                         | 0                             | 0                                    | 0                    | 0                             |
| Женски | 0                         | 0                             | 0                                    | 0                    | 0                             |
| УКУПНО | 0                         | 0                             | 0                                    | 0                    | 0                             |
| Пол    | Остале услужне активности | Приватна домаћинства          | Екстериторијалне организације и тела | Непознато            | Непознато                     |
| Мушки  | 0                         | 0                             | 0                                    | 1                    | 1                             |
| Женски | 0                         | 0                             | 0                                    | 0                    | 0                             |
| УКУПНО | 0                         | 0                             | 0                                    | 1                    | 1                             |